# Pteropus rayneri
Pteropus rayneri är en däggdjursart som beskrevs av Gray 1870. Pteropus rayneri ingår i släktet Pteropus och familjen flyghundar. IUCN kategoriserar arten globalt som nära hotad.
Inga underarter finns listade i Catalogue of Life. Wilson & Reeder (2005) skiljer mellan fem underarter.
Denna flyghund förekommer på Salomonöarna och på några andra mindre öar i samma region. Arten vistas i låglandet och i låga bergstrakter upp till 700 meter över havet. Habitatet utgörs av fuktiga skogar, mangrove och fruktodlingar. Individerna vilar i trädens kronor eller i grottor. De bildar där ofta men inte alltid stora kolonier. Pteropus rayneri äter frukter och blommor.